# 3258 Сомніум
3258 Сомніум (3258 Somnium) — астероїд головного поясу, відкритий 8 вересня 1983 року.
Тіссеранів параметр щодо Юпітера — 3,624.